# European Open 2022
European Open 2022 byl tenisový turnaj hraný jako součást mužského okruhu ATP Tour v Lotto Aréně na dvorcích s tvrdým povrchem GreenSet. Sedmý ročník European Open probíhal mezi 17. až 23. říjnem 2022 v belgických Antverpách.
Turnaj dotovaný 725 540 eury patřil do kategorie ATP Tour 250. Nejvýše nasazeným singlistou se stal jedenáctý tenista světa Hubert Hurkacz z Polska, kterého ve čtvrtfinále vyřadil Dominic Thiem. Jako poslední přímý účastník do hlavní singlové soutěže nastoupil 87. hráč žebříčku, Švýcar Marc-Andrea Hüsler. V důsledku invaze Ruska na Ukrajinu na konci února 2022 řídící organizace tenisu ATP, WTA a ITF s grandslamy rozhodly, že ruští a běloruští tenisté mohli dále na okruzích startovat, ale do odvolání nikoli pod vlajkami Ruska a Běloruska.
Třetí singlový titul na okruhu ATP Tour vybojoval 22letý Kanaďan Félix Auger-Aliassime, jenž po Firenze Open zvítězil na druhém turnaji v řadě. Čtyřhru ovládli Nizozemci Tallon Griekspoor a Botic van de Zandschulp, kteří získali první společnou trofej.

## Rozdělení bodů a finančních odměn

### Rozdělení bodů
| Soutěž       | Soutěž | vítězové | finalisté | semifinalisté | čtvrtfinalisté | 16 v kole | 32 v kole | Q  | Q2 | Q1 |
| ------------ | ------ | -------- | --------- | ------------- | -------------- | --------- | --------- | -- | -- | -- |
| dvouhra mužů | [ 1 ]  | 250      | 150       | 90            | 45             | 20        | 0         | 12 | 6  | 0  |
| čtyřhra mužů | [ 5 ]  | 250      | 150       | 90            | 45             | 0         | —         | —  | —  | —  |

### Finanční odměny
| Soutěž                              | Soutěž      | vítězové | finalisté | semifinalisté | čtvrtfinalisté | 16 v kole | 32 v kole | Q2      | Q1      |
| ----------------------------------- | ----------- | -------- | --------- | ------------- | -------------- | --------- | --------- | ------- | ------- |
| dvouhra mužů                        | [ 1 ] [ 6 ] | 98 580 € | 57 505 €  | 33 805 €      | 19 595 €       | 11 375 €  | 6 950 €   | 3 475 € | 1 895 € |
| čtyřhra mužů                        | [ 5 ]       | 34 250 € | 18 320 €  | 10 750 €      | 6 000 €        | 3 540 €   | —         | —       | —       |
| částka ve čtyřhře je uvedena na pár |             |          |           |               |                |           |           |         |         |

## Dvouhra

### Nasazení
| Stát                          | Hráč                    | ATP | Nasazení |
| ----------------------------- | ----------------------- | --- | -------- |
| Polsko                        | Hubert Hurkacz          | 11. | 1.       |
| Kanada                        | Félix Auger-Aliassime   | 13. | 2.       |
| Argentina                     | Diego Schwartzman       | 18. | 3.       |
|                               | Karen Chačanov          | 19. | 4.       |
| Spojené království            | Daniel Evans            | 25. | 5.       |
| Argentina                     | Francisco Cerúndolo     | 29. | 6.       |
| Nizozemsko                    | Botic van de Zandschulp | 34. | 7.       |
| Japonsko                      | Jošihito Nišioka        | 41. | 8.       |
| Žebříček ATP k 10. říjnu 2022 |                         |     |          |

### Jiné formy účasti na turnaji
Následující hráči obdrželi divokou kartu do hlavní soutěže:
- Gilles-Arnaud Bailly
- Michael Geerts
- Stan Wawrinka

Následující hráč nastoupil pod žebříčkovou ochranou:
- Dominic Thiem

Následující hráči postoupili z kvalifikace:
- Jesper de Jong
- Dominic Stricker
- Luca Van Assche
- Tim van Rijthoven

Následující hráč postoupil z kvalifikace jako šťastný poražený:
- Geoffrey Blancaneaux
- Manuel Guinard

### Odhlášení
před začátkem turnaje
- Alexandr Bublik → nahradil jej  Marc-Andrea Hüsler
- Borna Ćrić → nahradil jej  David Goffin
- Andy Murray → nahradil jej  Manuel Guinard
- Arthur Rinderknech → nahradil jej  Geoffrey Blancaneaux

## Čtyřhra

### Nasazení
| Stát                                                                      | Hráč                 | Stát       | Hráč                   | ATP | Nasazení |
| ------------------------------------------------------------------------- | -------------------- | ---------- | ---------------------- | --- | -------- |
| Kolumbie                                                                  | Juan Sebastián Cabal | Kolumbie   | Robert Farah           | 30. | 1.       |
| Indie                                                                     | Rohan Bopanna        | Nizozemsko | Matwé Middelkoop       | 45. | 2.       |
| Německo                                                                   | Kevin Krawietz       | Německo    | Andreas Mies           | 56. | 3.       |
| Francie                                                                   | Nicolas Mahut        | Francie    | Édouard Roger-Vasselin | 67. | 4.       |
| Žebříček ATP k 10. říjnu 2022; číslo je součtem postavení obou členů páru |                      |            |                        |     |          |

### Jiné formy účasti
Následující páry obdržely divokou kartu do hlavní soutěže:
- Ruben Bemelmans /  Alexander Blockx
- Xavier Malisse /  Diego Schwartzman

Následující pár nastoupil z pozice náhradníka:
- Ivan Sabanov /  Matej Sabanov

### Odhlášení
před začátkem turnaje
- Marcos Giron /  Sebastian Korda → nahradili je  Ivan Sabanov /  Matej Sabanov
- Marcel Granollers /  Horacio Zeballos → nahradili je  Sander Arends /  David Pel

## Přehled finále

### Mužská dvouhra
- Félix Auger-Aliassime vs.  Sebastian Korda, 6–3, 6–4

### Mužská čtyřhra
- Tallon Griekspoor /  Botic van de Zandschulp vs.  Rohan Bopanna /  Matwé Middelkoop, 3–6, 6–3, [10–5]